# Scree Cove
Die Scree Cove (englisch für Schutthaldenbucht, in Argentinien gleichbedeutend Caleta Guijarro) ist eine Bucht im Südwesten der Blaiklock-Insel vor der Fallières-Küste des Grahamlands auf der Antarktische Halbinsel.
Der Falkland Islands Dependencies Survey kartierte sie anhand von Luftaufnahmen aus den Jahren zwischen 1948 und 1959. Namensgeber der Bucht ist ein markanter Talus am Südufer der Bucht.